# Les Vautours (film)
Pour les articles homonymes, voir Les Vautours.
Pour plus de détails, voir Fiche technique et Distribution.
Les Vautours est un film québécois réalisé par Jean-Claude Labrecque et sorti en 1975.

## Synopsis
En 1959, Louis Pelletier, dix-huit ans, perd sa mère. Les trois sœurs de cette dernière se montrent plus avides d'hériter que soucieuses de leur neveu.

## Fiche technique
- Titre : Les Vautours
- Réalisation : Jean-Claude Labrecque
- Scénario : Robert Gurik, collaboration: Jacques Jacob
- Musique : Dominique Tremblay
- Montage : Jean-Claude Labrecque
- Production : Louise Ranger
- Genre : Drame
- Durée : 91 min
- Dates de sortie : 5 mars 1975

## Distribution
- Gilbert Sicotte : Louis Pelletier
- Jean Duceppe : Maurice Duplessis, Premier Ministre du Québec
- Monique Mercure : Tante Yvette Laflamme
- Carmen Tremblay : Tante Marie Roberge
- Amulette Garneau : Tante Adèle McKenzie
- Jean Mathieu : Oncle John McKenzie
- Denise Proulx : Sœur Ste-Germaine
- Paule Baillargeon : Sœur Ste-Gabrielle
- Roger Lebel : Armand Bouchard, député de Limoilou
- Anne-Marie Provencher : Claudette, la jeune voisine
- Rita Lafontaine : Madame Sansfaçon, une voisine
- Raymond Cloutier : Monsieur Sansfaçon, un voisin
- Nicole Leblanc : Une voisine
- Robert Gravel : Jeune séminariste, ancien ami de Louis
- Guy L'Écuyer : Joseph Bériault, le croque-mort
- Gabriel Arcand : Assistant du croque-mort
- Gilles Pelletier : Docteur Loiselle
- Philippe Robert : Le curé
- Georges Groulx : Le notaire
- Yolande Roy : Alda Pelletier, la mère de Louis
- Jacques Bilodeau : Rôle inconnu

## Suite
On retrouve le personnage de Louis Pelletier dans Les Années de rêves (Jean-Claude Labrecque, 1984).